# Daniela Fischerová
Daniela Fischerová (* 13. února 1948 Praha) je česká spisovatelka, dramatička, scenáristka, publicistka a autorka knih pro děti a mládež, dále také autorka několika školních učebnic a pedagožka, dcera hudebního skladatele Jana Fischera a překladatelky Olgy Frankové

## Život
Po maturitě na SVVŠ (1965) absolvovala roční praxi v terapeutické komunitě na zámku Lobeč. Po studiích oboru dramaturgie a scenáristiky na pražské FAMU (1966 až 1971) pracovala ve Filmovém studiu Barrandov, později působila jako redaktorka nakladatelství Orbis, od roku 1974 ve svobodném povolání. Vyučuje obor tvůrčího psaní na Literární akademii Josefa Škvoreckého v Praze.
V 80. letech patřila k okruhu disidentů kolem Václava Havla, v 90. letech pak mezi jeho poradce.

## Dílo

### Divadelní hry
- 1979 Hodina mezi psem a vlkem
- 1986 Princezna T.
- 1987 Báj
- 1982 Fantomima
- 1993 Náhlé neštěstí
- 2008 12 způsobů mizení (pod pseudonymem Jan Frank; 3. cena v dramatické soutěži Ceny Alfréda Radoka)

### Rozhlasové hry
- 1989 Zapřený Albert, Český rozhlas, dramaturg: Josef Hlavnička, režie: Hana Kofránková, hráli: Eduard Cupák, Petr Hotmar, Marek Tomažič, Jiří Adamíra, Jorga Kotrbová, Svatopluk Beneš.[1]
- 1990 Čeho se bojí Mistr, osoby a obsazení: Mistr (Vladimír Brabec), Anděla (Zdena Hadrbolcová), Hoch (Jiří Ornest), Bucek (Ladislav Potměšil), jeho kolega (Miroslav Středa), Dáma (Eva Klepáčová), dále účinkují Miloš Hlavica, Jindřich Narenta, Jaroslav Drmlová, Ladislav Brothánek a Josef Červinka, dramaturgie: Josef Hlavnička, režie: Josef Červinka, Natočeno v roce 1990.[2]
- 1991 Neděle
- 1991 Dívka se zázračnou pamětí
- 1991 Micura nežere
- 1991 Král omylů
- 1991 Velká vteřina
- 1994 Andělský smích
- 1995 Anděl a kniha rekordů
- 2007 Cesta k pólu, příběh o hledání smyslu života na samém jeho konci. Hudba: Marko Ivanovič, dramaturgie: Martin Velíšek, režie: Hana Kofránková. Hrají: Jiřina Jirásková, Josef Somr, Viola Zinková, Bořivoj Navrátil, Vilma Cibulková, Zdeněk Hess, Miriam Kantorková, Hana Brothánková a Jan Polívka.[3]
- 2010 Nevděčné děti, Český rozhlas, dramaturg: Hynek Pekárek, režie: Hana Kofránková, hrají: Dana Syslová, Bořivoj Navrátil, Jitka Smutná, Lucie Pernetová, Kryštof Hádek, Magdaléna Borová, Klára Sedláčková-Oltová a Lukáš Hlavica.[4]
- 2013 Vánoční akce, Český rozhlas, režie: Hana Kofránková, hraje: Stanislav Zindulka.[5]

### Próza
- 1995 Prst, který se nikdy nedotkne – povídka
- 1996 Přísudek je v této větě podmět – kniha aforismů
- 1998 Duhová jiskra – povídka
- 1999 Jiskra ve sněhu – povídka
- 2005 Happy end – román
- 2007 Vánoční akce – povídka

### Knihy pro děti a mládež
- 1973 Kouzelník Žito
- 1974 O ptáku Ohniváku a lišce Ryšce
- 1975 V začarovaném lese
- 1976 Princezna labuť
- 1976 Tajemství Sluneční věže
- 1977 Hned za naší vesnicí
- 1978 Hrnečku, vař!
- 1978 Povídání s liškou
- 1978 Cestou do Lhoty
- 1978 Máme rádi zvířata
- 1978 Čáry máry
- 1979 Cirkus
- 1979 Vadí – nevadí
- 1979 O marnivé vráně
- 1979 Příhody strýčka Příhody
- 1980 Žerty z kuchyně
- 1980 Drnky brnky
- 1980 Kapsa na ruby
- 1981 Ryby, rybky, rybičky
- 1982 Duhové pohádky
- 1982 O Sindibádu námořníkovi
- 1982 O rezaté veverce
- 1982 Přijde jaro, přijde
- 1984 Letošňátka
- 1989 Strašidelný dům
- 1994 Lenka a Nelka neboli Aha (audio verze 2006, načetla Rozita Erbanová)
- 2002 Duhová jiskra
- 2008 Pohádky z Větrné Lhoty
- 2010: Kouzelná lampa, arabské příběhy
- 2011 Milion melounů
- 2014 Pohoršovna
- 2015 Tetovaná teta

### Scénáře
- 1982 Neúplné zatmění
- 1986 Hry pro mírně pokročilé
- 1986 Vlčí bouda (společně s Věrou Chytilovou)
- 2002 Černá slečna slečna Černá
- 2005 Spolu